# Chess Challenger

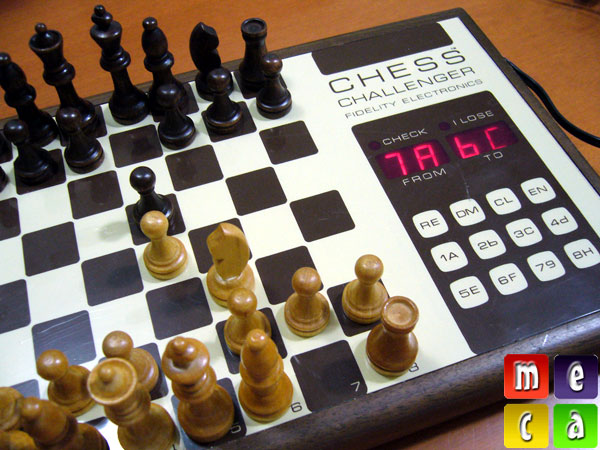
Der CC1 von 1977 gilt als der erste kommerzielle Schachcomputer der Welt

Chess Challenger (kurz CC; deutsch „Schach-Herausforderer“) war eine Serie von Schachcomputern der amerikanischen Firma Fidelity Electronics in den 1970er- und frühen 1980er-Jahren. Dabei wurden die Züge des menschlichen Gegners mithilfe einer Tastatur eingegeben, während die Computerzüge in der Form „E2E4“ auf einer roten vierstelligen Siebensegment-Leuchtdiodenanzeige ausgegeben wurden (Bild). Zusätzlich verfügte der Schachrechner über ein Magnetschachbrett, das aber (in den frühen Modellen noch) nicht die Züge erkennen konnte, sondern nur dem menschlichen Schachspieler zur Orientierung diente.

## Chess Challenger 1
Der Antrieb, einen schachspielenden Computer zu entwerfen, stammt vom amerikanischen Unternehmer Sidney Samole. Er hatte kurz zuvor eine Folge von Raumschiff Enterprise gesehen, in der Mr. Spock gegen den Schiffscomputer Schach spielte, und beschloss daraufhin, so etwas bei Fidelity herstellen zu lassen.
Entwickelt wurde der Chess Challenger 1976 vom damals 26-jährigen amerikanischen Elektroingenieur und  Programmierer Ron Nelson (* 1950), dem hierzu ein Patent erteilt wurde (angemeldet am 26. August 1977, erteilt am 25. November 1980, siehe auch Weblinks). Erst später wurde der Chess Challenger zur Unterscheidung zu den Nachfolgern mit der Nummer 1 (kurz CC1) gekennzeichnet. Seine Abmessungen (L×B×H) betragen 205 mm × 310 mm × 28 mm. Der CC1 nutze, wie auch die späteren Modelle, den damals erst kurz zuvor auf dem Markt erschienenen 8-Bit-Mikroprozessor Z80 der amerikanischen Firma Zilog. Kurios ist, dass die international übliche Bezeichnung der waagerechten Reihen und senkrechten Linien des Schachbretts vertauscht waren (Bild). Dies wurde ab dem CC3 korrigiert. Auch konnte der CC1 nur mit Schwarz spielen und beherrschte weder die Rochade noch den Schlag en passant.

## Chess Challenger 3
Ebenfalls noch 1977 erschien der CC3. Außer der nun korrekten Bezeichnung der Reihen und Linien gibt es kaum Unterschiede zum CC1.

## Chess Challenger 10
Rechtzeitig zum Weihnachtsgeschäft 1978 kam der CC10 für damals stolze 698,- DM auf den Markt. Im Vergleich zu seinen Vorgängern konnte die Spielstärke auf etwa 1200 Elo-Punkte deutlich gesteigert werden.

## Chess Challenger 7
Der im Januar 1977 erstmals auf der Chicago’s Consumer Electronics Show vorgestellte und 1979 als Nachfolger des CC10 im Markt erschienene CC7 unterschied sich, mit Ausnahme des Kunststoffgehäuses anstelle der Holzausführung sowie des entsprechend gesenkten Preises von 498,- DM, kaum von seinem Vorgänger.

## Chess Challenger Voice

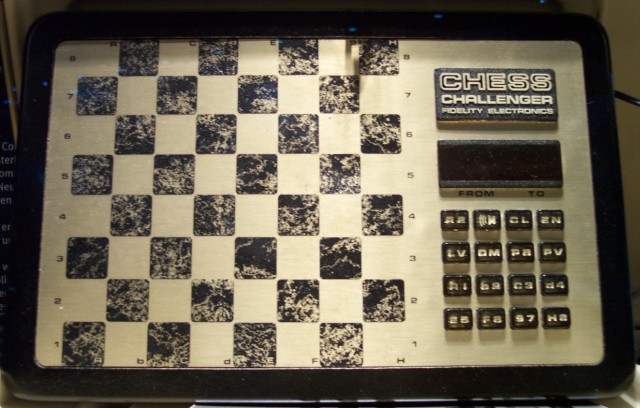
Der CC Voice war der erste sprechende Schachcomputer

Ebenfalls im Jahr 1979 kam der CC Voice (deutsch „Stimme“) für 998,- DM auf den Markt. Exklusives Merkmal war die weltweit erste Sprachausgabe der Computerzüge.

## Sensory Chess Challenger
Beginnend mit dem Sensory 8 erschienen im Jahr 1980 Sensory Voice sowie Champion Sensory Chess Challenger. Diese Geräteserie war durch das neue Drucksensorbrett gekennzeichnet, wodurch die lästige Zugeingabe über die Tastatur entfiel. Darüber hinaus verfügten sie über 64 Leuchtdioden, jeweils eine in der linken unteren Ecke jedes Feldes, zur Anzeige der Computerzüge direkt auf dem Brett. Der Fidelity Champion Sensory Chess Challenger wurde im selben Jahr in London auf der erstmals stattfindenden Mikrocomputer-Schachweltmeisterschaft (englisch World Microcomputer Chess Championship) der erste „Mikro“-Weltmeister der Schachcomputergeschichte.